# Ostiliano
Gaio Valente Ostiliano Messio Quinto (in latino Gaius Valens Hostilianus Messius Quintus; 230 – novembre 251) è stato un imperatore romano nel 251, dopo la morte del padre Decio e del fratello Erennio Etrusco, associato al potere da Treboniano Gallo.

## Biografia

Il Sarcofago Ludovisi con scena di battaglia tra Romani e Germani. Il personaggio principale potrebbe essere Ostiliano oppure il fratello maggiore Erennio Etrusco. Fu trovato nel 1621 vicino a Porta Tiburtina

Era figlio dell'imperatore Decio e di sua moglie Erennia Cupressenia Etruscilla e aveva un fratello maggiore, Erennio Etrusco. Insieme al fratello Ostiliano fu associato all'impero dal padre nel 250, ricevendo il titolo di cesare; inizialmente, il titolo di princeps iuventutis ("principe della gioventù") fu dato forse solo ad Erennio, ma nel 251 ne fu insignito anche Ostiliano.
Ad ogni modo, era chiaro che Erennio era l'erede designato di Decio, in quanto fu nominato augusto dal padre, a differenza di Ostiliano, e lo seguiva nelle campagne militari, mentre Ostiliano rimaneva a Roma con Erennia.
Non seguì il padre e il fratello nella loro campagna punitiva contro i Goti di Cniva sulle sponde del Danubio (251), a causa della giovane età; la campagna di Decio si rivelò un disastro, e sia il fratello che il padre perirono nella battaglia di Abrittus.
L'esercito del Danubio nominò imperatore Treboniano Gallo, che trovò conveniente adottare Ostiliano, salito al potere a Roma, per apparire fedele alla famiglia di Decio e opporsi all'accusa di essere stato la causa della sua morte e della sconfitta romana e, infine, a evitare una possibile guerra civile. A novembre dello stesso anno, Ostiliano morì di peste ed Erennia fu deposta.
Fu il primo imperatore dopo 40 anni a morire di morte naturale.